# Política interior de la Segunda República polaca
La política interior de la Segunda República Polaca en el periodo de entreguerras se caracterizó por dividirse en diversos periodos diferentes. 
A un primer periodo de posguerra marcado por el control político de Piłsudski, héroe de la independencia, le siguió otro de predominio de sus adversarios de derecha en un sistema parlamentario muy fragmentado e inestable. En 1926 Piłsudski, descontento con la situación, dio un golpe de Estado que acabó con el sistema democrático parlamentario, instaurando un régimen autoritario más presidencialista, que controló de manera indirecta hasta su muerte en 1935. A la muerte del caudillo polaco sus herederos políticos trataron de perpetuar, cada vez con mayor dificultad, el régimen. El enfrentamiento con Alemania en 1939 por la negativa polaca a realizar cesiones territoriales a Hitler con la posterior connivencia soviética dio fin al periodo por la desaparición y reparto del país entre alemanes y soviéticos.

## Características de la política polaca

### Formaciones políticas
La política polaca se caracterizó hasta 1926 por la multitud de partidos políticos (26 polacos y 33 de las minorías, 31 de ellos con representación parlamentaria). Tuvieron una acusada tendencia a las escisiones y a las fusiones, dando como resultado una situación política inestable.
Los partidos de derecha, basados en el nacionalismo integral del siglo XIX y aliados de la Iglesia católica a la consideraban protectora de la nación, se oponía al federalismo y al espíritu multinacional del antiguo Estado, defendiendo el control polaco exclusivo en la república. Abogaba por la polonización de las minorías, excepto de la judía, que consideraba incapaz de asimilar y deseaba expulsar. Fundamentalmente burguesa, deseaba una rápida industrialización, el paso del control económico exclusivamente a los polacos y una administración centralizada. El partido principal de la derecha fue el Nacional Demócrata, especialmente fuerte en las antiguas zonas prusianas, en la "Polonia del Congreso" y en las escasas zonas urbanas del sureste. Su principal representante fue Roman Dmowski. Otras formaciones de derecha fueron el Partido del Trabajo Nacional (fuerte entre los obreros del Noroeste) o el Cristiano Demócrata (importante en Silesia, clerical).
El principal partido de centro, con gran poder en el periodo parlamentario (hasta 1926) fue el Partido Campesino Piast, nacionalista y reacio a una verdadera reforma agraria que pudiese favorecer a las minorías del kresy frente a los propietarios polacos. Su apoyo principal eran los campesinos de la Galitzia. Necesitado del poder para poder gratificar a su partidarios, fue un partido de gobierno por excelencia hasta 1926. Su figura más destacada fue Wincenty Witos.
Entre la izquierda polaca se contaba otro partido campesino, el de la Liberación, anticlerical, favorable a las minorías y defensor de una profunda reforma agraria, con su respaldo principal en la "Polonia del Congreso". Su importancia fue menor que el del Piast. El Partido Socialista y los partidarios de Pilsudski eran las otras dos formaciones principales de la izquierda polaca, favorable al antiguo federalismo, tolerancia religiosa y multinacionalismo del antiguo Estado polaco. El apoyo a estas formaciones era importante en las ciudades, excepto en el oeste.

### Distinciones principales
La política interna polaca durante la Segunda República estuvo marcada principalmente por las opiniones del mariscal Józef Piłsudski, héroe de la independencia, y por la postura hostil a este de la derecha polaca.
Esta rivalidad, personificada en Piłsudski y Dmowski, afectó incluso al modelo estatal. A las victorias militares polacas, que conllevaron la admisión en el nuevo Estado de abundantes minorías y la inclinación a un modelo federal por el mariscal, Dwmoski opuso su preferencia por un modelo centralista gracias a su control del parlamento. Este centralismo, sin embargo, llevó al desapego de las minorías hacia el nuevo país.

## La posguerra y el periodo de Piłsudski

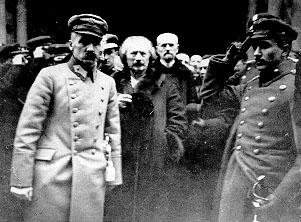
Piłsudski, izquierda, junto al pianista y primer ministro polaco, Ignacy Paderewski, en 1919.

Tras el final de la guerra, Piłsudski fue jefe de Estado entre 1918 y 1922. Interesado principalmente en cuestiones militares, en las que desaprobaba cualquier interferencia, no permitió hasta diciembre de 1919 el nombramiento de ministros de Defensa, quedando el Ejército bajo su control directo. Durante la guerra polaco-soviética, dirigió personalmente los ejércitos polacos contra la URSS. Hasta formación del primer gabinete de la derecha en mayo de 1923, todos los ministros de Defensa fueron partidarios del mariscal.
El poder político de este comenzó a mermar con la aprobación de la Constitución del 17 de marzo de 1921, redactada por nueve miembros de una comisión en la que predominaba la derecha política, hostil a 
Piłsudski. Para evitar el control político de este a través del cargo de presidente, la derecha diseñó una Constitución parlamentarista, en la que el presidente de la república quedaba como figura honorífica, sin poder político relevante. En respuesta Piłsudski, a pesar de su prestigio como héroe de la independencia, se negó a presentarse a las elecciones presidenciales de diciembre de 1922, limitándose a respaldar a un candidato.
Según la nueva Constitución, el presidente era elegido por periodos de siete años por el Parlamento, no podía proponer leyes ni vetarlas, ni disolver las cámaras sin el acuerdo de tres quintos del Senado y la mitad de los diputados. Estos poderes se mostraron pronto irreales, así como la posibilidad de disolver el Parlamento con la aprobación de dos tercios de los diputados, que nunca se logró.

## Predominio de la derecha

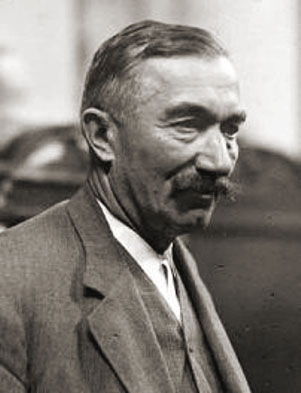
Wincenty Witos, dirigente del Partido Campesino Piast, se alejó de las anteriores alianzas con el centroizquierda para aliarse con la derecha, dando paso a unos años de predominio político de esta.

Las elecciones del 22 de noviembre de 1922 dieron 163 escaños de los 444 de la Cámara Baja (en polaco: Sejm) a un coalición conservadora y 70 al centrista y nacionalista Partido Campesino Piast. Este, tras rechazar la colaboración con la derecha hasta después de las elecciones presidenciales de diciembre de 1922 (que dieron la victoria al candidato de centroizquierda y amigo de Piłsudski, Gabriel Narutowicz) cambió de postura y se alió con los conservadores. Desde mediados de 1923 el Partido Campesino, dirigido por Wincenty Witos, se convirtió en el aliado permanente de la derecha, que pasó a controlar el Parlamento, pero se mostró incapaz de formar un gobierno estable. El senado se hallaba aún más en manos de los conservadores.
En diciembre de 1922 tuvo lugar otro acontecimiento relevante en la disputa entre Piłsudski y la derecha polaca: tras una reñida serie de votaciones el candidato del mariscal fue elegido presidente en la quinta votación (289 votos a 227). Una semana después el presidente Gabriel Narutowicz, amigo personal del mariscal, era asesinado por un fanático de derecha que, en su juicio, declaró que su objetivo preferido hubiese sido Piłsudski. Este acusó a la derecha de estar detrás del asesinato y nunca perdonó a los nacional-demócratas, a los que consideraba autores morales del crimen. A pesar de la inmediata elección de un socialista para la presidencia, la coalición que le apoyó pronto se deshizo en 1923, pasando Witos a aliarse con los conservadores.
La política polaca se caracterizó en este periodo por el gran número de formaciones políticas con representación parlamentaria (alrededor de 16), su tendencia a las escisiones, las luchas por lograr puestos gubernamentales y la inestabilidad crónica de los gobiernos, que el 1926 habían alcanzado los catorce desde 1918, sin contar las remodelaciones de gabinetes.
Piłsudski, que desde 1923 no desempañaba cargo oficial alguno por su desaprobación de los planes de reorganización del Ejército de los gobiernos conservadores, mantenía, sin embargo, gran influencia política y continuaba con su rivalidad con la derecha. Esta trató de desprestigiar al mariscal con una campaña en su contra, además de tratar de relacionarle con casos de espionaje a favor de la URSS, sin lograrlo.
A la disputa entre partidarios de Piłsudski y conservadores y la continua remodelación de gabinetes se unió la crisis económica, que hizo caer el primer gabinete de Witos en diciembre de 1923. Este se había mostrado incapaz de satisfacer las ansias de los campesinos por una reforma agraria radical (vetada por sus aliados de derecha) o de controlar la desbocada inflación. Esta llevó a serios problemas sociales y un levantamiento obrero en Cracovia en noviembre de 1923.
A Wytos le sucedió el gobierno más longevo del periodo, encabezado por el experto en finanzas Wladyslaw Grabski, formado por tecnócratas. El gobierno, que tomó posesión el 19 de diciembre de 1923, duró hasta el 14 de noviembre de 1925. Con este, sin embargo, continuó la disputa sobre la organización de las fuerzas armadas entre Piłsudski, sus rivales militares y la derecha.
La caída de Grabski dio lugar a la intervención del mariscal con el presidente, al que advirtió de su intención de no permitir interferencias en materias militares, y a la preparación por sus partidarios de un golpe militar a su favor desde el invierno de 1925. Durante el invierno de 1925 y la primavera de 1926 se sucedieron las disputas políticas y propagandísticas entre la derecha, los militares hostiles a Piłsudski y los partidarios del mariscal.

## Golpe de Estado y gobierno de Piłsudski
Piłsudski gracias al apoyo de ciertas unidades leales a su persona y con el apoyo entusiasta de las fuerzas políticas y sociales de centroizquierda, llevó a cabo un golpe de Estado contra el gobierno de centroderecha en mayo de 1926. El golpe dio fin al gobierno democrático parlamentario en el país.
El disgusto del mariscal con el rumbo político del país, el profundo desacuerdo sobre la estructura de mando del Ejército (principal preocupación de Piłsudski) y la creciente crisis económica llevaron al golpe militar, que algunos favorecieron viendo al mariscal como un posible salvador del país. La izquierda política, resentida por el control de la derecha del Parlamento, respaldó el golpe del mariscal, a pesar de su teórica preferencia por un régimen parlamentario.
Piłsudski, temeroso de una victoria electoral de la izquierda y convencido de la docilidad del centroderecha tras su derrota durante el golpe de Estado, permitió la continuación del parlamento anterior al golpe y no tomó la presidencia para sí, sino que nombró a Ignacy Mościcki para el puesto. La percepción dual de Piłsudski como un hombre proveniente de la izquierda y, a la vez, como baluarte frente a la revolución, le granjearon temporalmente el favor de la izquierda y del centroderecha, dándole amplio margen de maniobra política.

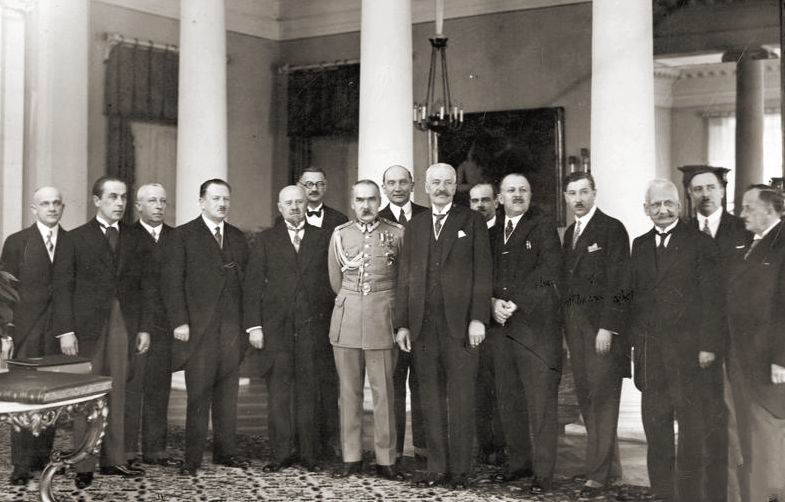
Piłsudski, de uniforme, junto al Gobierno de Kazimierz Bartel en 1929. Bartel simbolizó el periodo más conciliatorio y tecnocrático del régimen, hasta la llegada de la Gran Depresión.

Durante los nueve años de régimen dictatorial personalista catorce gabinetes ocuparon el gobierno, relevándose a gusto del mariscal. Mientras que los primeros años el cariz tecnocrático y relativamente conciliador con la oposición fue la característica de estos gobiernos de Piłsudski, cuyo símbolo principal fue el matemático Kazimierz Bartel, la llegada de la Gran Depresión al país dio paso a un estilo de gobierno más represor, representado por la influencia de los «coroneles», militares partidarios de Piłsudski, a menudo antiguos conmilitones de la Legión.
El régimen del mariscal, basado en ideas vagas, no contó con un claro programa político para el país. Necesitado, sin embargo, de una organización política para concurrir a las elecciones de 1928, sus partidarios crearon un partido, el "Bloque no partidario para la colaboración con el gobierno" que era poco más que una plataforma de apoyo al mariscal, con un programa necesariamente genérico para tratar de contentar a la gran variedad de sus miembros, que apenas compartían su deseo de un gobierno fuerte. La falta de ideario político claro y su incapacidad para promover reformas le hicieron incapaz de sustituir a los antiguos partidos políticos ni de atraer a aquellos deseosos de reformas profundas.
En 1928 su movimiento Sanacja logró una amplia mayoría, pero no absoluta, a pesar de la dura derrota del centroderecha. A pesar de contar con partidarios prácticamente en todas los grupos del país, la mayoría de los obreros, campesinos, la Iglesia católica, la pequeña burguesía o las minorías no estaban integrados en el movimiento creado para respaldar al mariscal. Hacia 1930 el fracaso del modelo político de este quedaba patente. Los partidos de oposición, incapaces de sustituir el gobierno, se habían enzarzado, sin embargo, en duras disputas con él, rechazando sus políticas conservadoras. Esta oposición anima a Piłsudski a endurecer el régimen en 1930, utilizando la policía para intimidar a los opositores, algunos de ellos encarcelados y torturados.
A pesar de las mayorías parlamentarias logradas mediante el terror, Piłsudski perdió credibilidad y la mayoría de los apoyos, de la izquierda, la derecha y las minorías.
El mariscal se negó a imponer una nueva constitución menos parlamentarista y, al no contar con los dos tercios necesarios en las cámaras para aprobarla legalmente, sus partidarios hubieron de recurrir a distintas estratagemas para lograr promulgarla el 23 de abril de 1935. Esta nueva constitución reforzó enormemente los poderes presidenciales, que incluían el veto de legislación, la disolución de las Cortes, la destitución de ministros, la promulgación de decretos, el nombramiento del sucesor en caso de guerra o el nombramiento de un tercio de los senadores, entre otros.

## La época de los «coroneles»

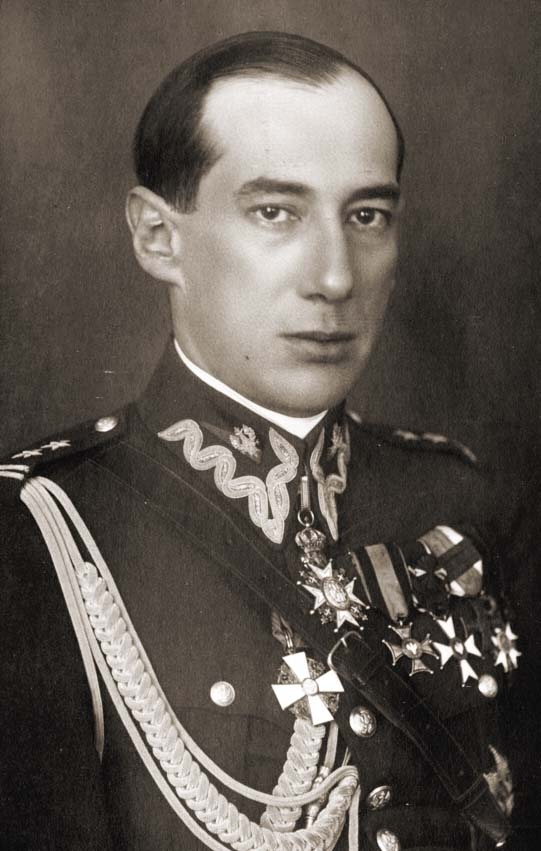
Józef Beck, ministro de Asuntos Exteriores polaco y uno de los principales «coroneles» que continuaron el régimen dictatorial instaurado por el mariscal.

La muerte del mariscal el 12 de mayo de 1935 debilitó al régimen, que aprobó poco después (8 de julio) una nueva ley electoral con el objetivo de perpetuarse en el poder. La oposición, contraria a las maniobras de los «coroneles», se retiró de las elecciones de septiembre. La participación fue baja (45,9 % para la Cámara baja y 62,4 % para el Senado, según datos oficiales) y el Parlamento quedó completamente controlado por el partido del régimen, con una escasa representación de las minorías.
Los «coroneles» trataron de destruir los partidos políticos y disolvieron el 30 de octubre su propia formación, el BBWR. La maniobra fracasó, se intensificó la rivalidad política y aparecieron tendencias filofascistas entre la oposición de derecha, especialmente entre los nacional-demócratas. La izquierda también se radicalizó, con el campesinado obligando a los partidos agrarios a defender posturas notablemente más izquierdistas, el crecimiento del Partido Comunista y la defensa de grandes huelgas por el Socialista. Las minorías también se tornaron políticamente más extremistas: los nacionalistas ucranianos recurrieron a los asesinatos políticos, la mayoría de la minoría alemana respaldó a los nazis y el respaldo al sionismo creció entre los judíos.
El propio régimen, consciente de su creciente debilidad y escasa popularidad entre los elementos políticamente más activos, estaba dividido respecto a las medidas adecuadas para reforzar su posición. A los partidarios de una reconciliación con la izquierda se le oponían los partidarios de una derechización que compitiese con la Endecja y otro grupo, el tecnócrata, que contaba con la modernización del Estado para aumentar el respaldo del régimen. La última tendencia acabó primando, pero sin acabar con las otras dos.
A finales de los años treinta, los nacional-demócratas se convirtieron en la oposición más activa al régimen. Este, aún incapaz de lograr un verdadero apoyo popular masivo, trató de convertir las últimas elecciones de noviembre de 1938 en un plebiscito sobre su política hacia Checoslovaquia durante la crisis de Múnich. A pesar del triunfo aparente del régimen, las posteriores elecciones municipales, con buenos resultados de los socialistas y la derecha, mostraron la debilidad real de los «coroneles».